# Свято Непорочного зачаття
Свято Непорочного зачаття відзначається 8 грудня в Римо-католицькій церкві і є одним з головних Богородичних свят.

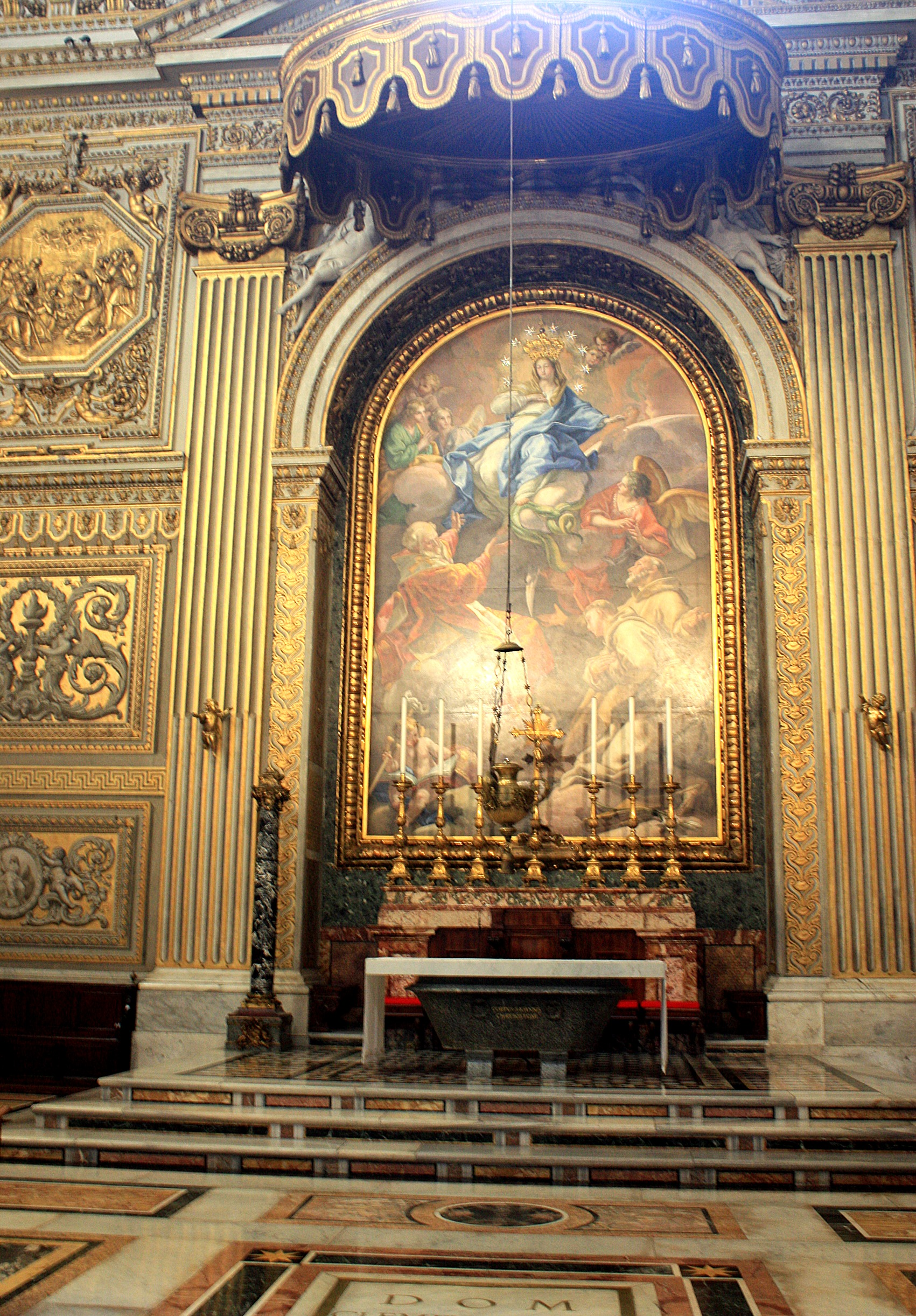
A notable image of the Immaculate Conception venerated within Saint Peter’s Basilica, and was Canonical_coronation by Pope Pius IX (1854) and Pius X (1904).

Католицька доктрина (лат. Immaculata Conceptio), згідно якої Діва Марія була зачата від звичайних батьків, але на неї не перейшов первородний гріх. Догмат був установлений у 1854 році і визнається лише католиками.
Згідно з Папським указом, це патрональне свято Америки, Аргентини, Бразилії, Італії, Кореї, Нікарагуа, Парагваю, Філіппін, Іспанії та Уругваю. Королівським указом він визначений покровителькою Португалії. Це відзначається Римо-католицькою церквою та деякими обраними протестантськими християнськими конфесіями.
З 1953 року Папа відвідує Колону Непорочного Зачаття на площі Іспанії в Римі, щоб відслужити молитви, присвячені урочистій події.
Вперше свято було відзначено як Святий день зобов'язань 6 грудня 1708 р. Під папською булою Комісія Nobis Divinitus Папою Климентом XI і часто відзначається католицькою месою, парадами, феєрверками, процесіями, їжею та культурними святами на честь Блаженної Діви Марії і зазвичай вважається Днем сім'ї, особливо в багатьох густонаселених католицьких країнах.

## Історія
Східнохристиянська церква вперше відсвяткувала «Свято Зачаття Пресвятої і Пречистої Богородиці» 9 грудня, можливо, ще у V столітті в Сирії. Первісна назва свята була зосереджена більш конкретно на Святу Анну, яку називали sylepsis tes hagias kai theoprometoros Annas («зачаття святої Анни, предки Бога»). До VII століття свято вже було широко відоме на Сході Однак, коли Східна церква називала Марію achrantos («бездоганну» або «непорочну»), це не було визначено доктриною.
Більшість православних християн не приймають схоластичного визначення збереження Марії від первородного гріха до її народження, як це було визначено в Західній церкві після Великої схизми 1054 року. Після того, як свято було перекладено для Західної церкви в VIII столітті, воно почалося відзначатиметься 8 грудня. Він поширився з візантійської області Південної Італії до Нормандії в період панування Норману над Південною Італією. Звідти він поширився на Англію, Францію, Німеччину і врешті-решт Рим.
У 1568 році Папа Пій V переглянув Римський бревіарій, і хоча францисканцям було дозволено зберегти Бюро та Імшу, написані Бернардіном деі Бусті, ця служба була припинена для решти церкви.
Відповідно до Папської бумської комісії Nobis Divinitus від 6 грудня 1708 року, Папа Римський Климент XI призначив свято святим Днем зобов'язань, який у наступні роки мають відзначати віруючі. Крім того, понтифік попросив папського бика бути нотаріально засвідченим у Святому Престолі для подальшого копіювання та відтворення для розповсюдження.
До визначення Папою Пієм IX Непорочного Зачаття як римо-католицької догми в 1854 році. Більшість місалів називали це святом Зачаття Пресвятої Богородиці. Тексти фестивалю цього періоду були зосереджені більше на дії її зачаття, ніж на теологічному питанні її збереження від первородного гріха. Міссал, виданий в Англії в 1806 році, вказує на те, що той самий Збір на свято Різдва Пресвятої Богородиці використовувався і для цього свята.
Перший крок до опису зачаття Марії як «непорочної» відбувся в XI столітті. У XV столітті Папа Сікст IV, пропагуючи фестиваль, явно толерував як погляди тих, хто пропагував його як Непорочне Зачаття, так і тих, хто оскаржував такий опис, позицію, згодом схвалену Тридентським собором.
Приналежність до свята Зачаття Пресвятої Діви Марії в середньовічному Ісалі Саруму просто стосується факту її зачаття.
Збірник на свято пише:
Боже, милостиво вислухай благання слуг Твоїх, що зібрались разом на зачаття Діви Божої Матері, нехай на її заступництво буде врятовано Тобі від небезпек, які нас обрушують.

## Офіційна догма католицької церкви
У 1854 р. Пій IX видав апостольську конституцію «Ineffabilis Deus»: «Пресвята Діва Марія в першу мить свого зачаття, завдяки особливій благодаті та привілею, наданому Всемогутнім Богом, з огляду на заслуги Ісуса Христа, спасителя людський рід, був збережений вільним від усіх плям первородного гріха». Це не означало фактичної зміни доктрини, а навпаки, ознаменувало перший випадок офіційного визначення догми.
Відповідно до Загальних норм літургійного року та календаря, коли урочистість Непорочного Зачаття, яке завжди відбувається в межах Адвенту, припадає на неділю, воно переноситься на наступний понеділок. (У деяких країнах, включаючи США, обов'язок брати участь у Месі не переходить.) Кодекс рубрик 1960 року, якого дехто досі дотримується відповідно до Summorum Pontificum, надає перевагу святу Непорочного Зачаття навіть перед Адвентською неділею.

## Позначення як державне свято

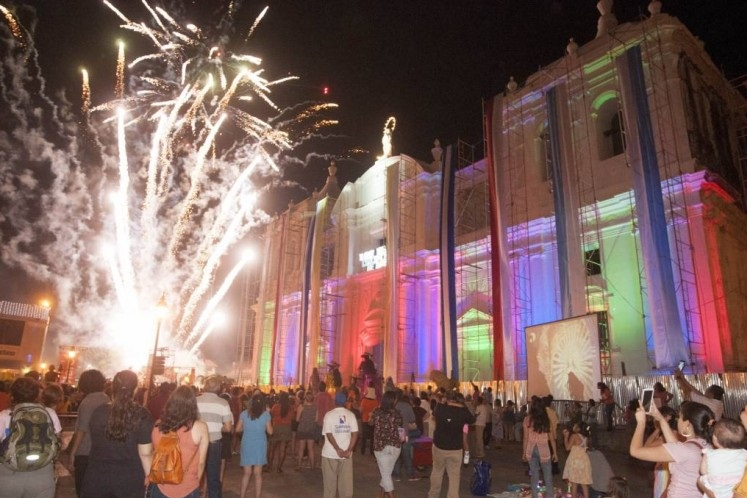
Святкування La Griteria у Леоні, Нікарагуа

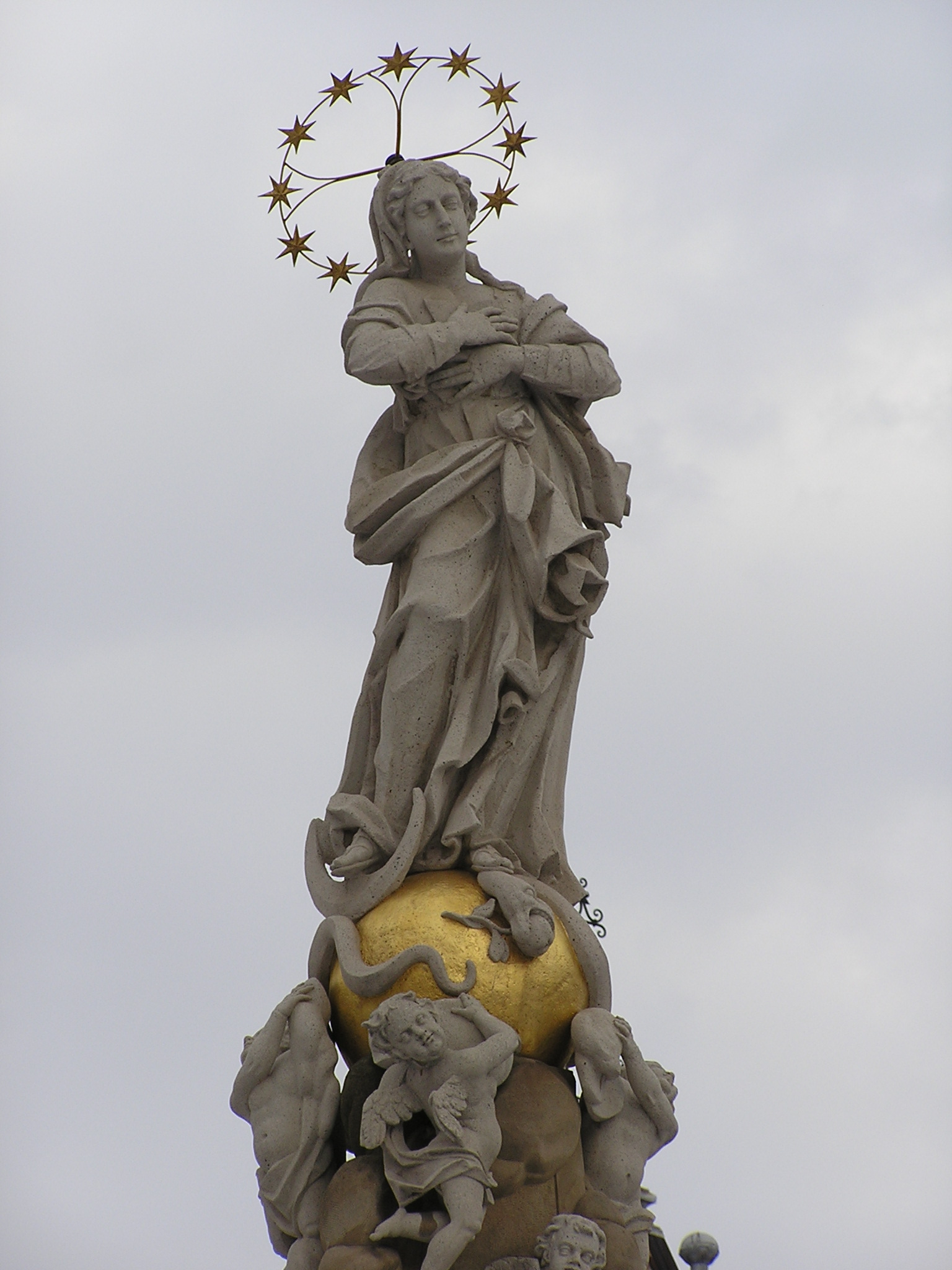
Сучасна статуя Непорочного Зачаття на громадській площі на головній вулиці Кошице, Словаччина

Урочистість — офіційне державне свято в таких суверенних країнах та територіях:
- — Андорра
- — Аргентина
- — Австрія
- — Чилі
- — Колумбія
- — Екваторіальна Гвінея
- — Гуам
- — Італія
- — Ліхтенштейн
- — Макао [1]
- — Мальта
- — Монако
- — Нікарагуа
- — Панама
- — Парагвай
- — Перу
- — Філіппіни[2]
- — Португалія
- — Сан-Марино
- — Сейшельські острови
- — Іспанія
- — Швейцарія[3]
- — Східний Тимор
- — Венесуела
- Монако — його відзначають під час продовольчих гулянь, особливо вшановуючи матерів та бабусь.
- Нікарагуа — урочистість відзначають місцевими парадами та релігійними процесіями.
- Панама — це вважається Днем матері
- Іспанія — з 1760 року цей день відзначається як національне свято, визначене папою Климентом XIII.
- Італія — це національне свято з 1953 р., коли Папа Римський, виконуючи обов'язки єпископа Риму, біля Колони Непорочного Зачаття на площі Іспанії відслужив молитви з відзнакою на урочисту подію. День відзначає офіційний початок Різдвяного сезону в країні.
- Філіппіни — день визначений як неробоче державне свято на честь Діви Марії як покровительки країни і був постійно підписаний в конституційне законодавство як свято 29 березня 2017 року урядом Філіппін.

## Блакитний літургійний одяг

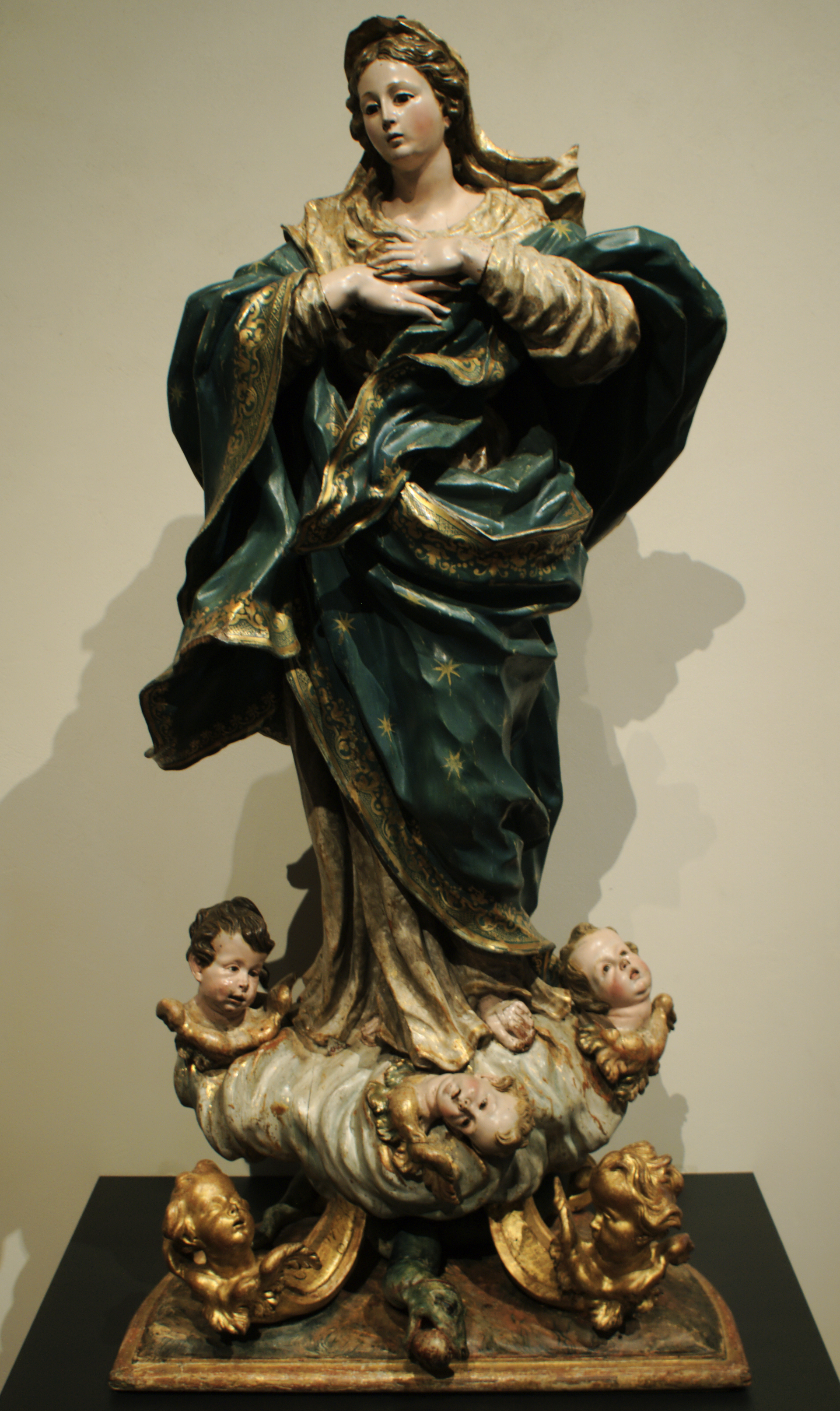
Ця віра урочисто святкується у багатьох країнах і надихнула багато священних творів мистецтва. Непорочне зачаття, Педро де Сьєрра, (близько 1735) Вальядолід, Іспанія.

Святий Престол через Священну Конгрегацію Обрядів надає чіткий привілей використовувати цього дня сині або церулеві одяги для іспанської корони та її колишніх територій. Численні понтифіки висловили ті самі настрої через Папський указ, а саме:
- Папа Пій VII надав явний привілей дозволити блакитне вбрання Севільській архиєпархії 28 листопада 1819 року.
- Папа Пій IX надав Предстоятелю Іспанії 8 грудня 1854 р. В архієпархії Толедо. Той самий привілей дозволити блакитне вбрання для Куби 5 травня 1862 року. Зрештою, він пояснив привілей, що поширюється на всі іспанські колонії, указом від 12 лютого 1864 року.
- Папа Лев XIII надав привілей блакитного одягу для Перу в папському документі від 25 вересня 1891 р. Католицьке керівництво в Чилі також заявляє про цю ж привілею.
- Папа Пій X повторив це як до колишніх, так і до теперішніх територій Іспанії через папський указ 7 вересня 1903 р. Той самий Понтифік видав папську булу, зберігаючи за Філіппінами привілей користуватися синім одягом 11 лютого 1910 р. Була була підписана і страчений кардиналом Рафаелем Меррі дель Валь.

Кілька петицій було подано до Святого Престолу щодо використання блакитного або фіолетового одягу для інших маріанських свят Пресвятої Діви Марії, що вважається церковним зловживанням Священною Конгрегацією Обрядів, і 23 лютого 1839 року було винесено рішення проти нього.

## Англіканська церква
В Англійській церкві «Зачаття Пресвятої Діви Марії» святкують менше. Однак вони не прихиляють католицьку віру в те, що Марія була особливою, досконалою чи безгрішною.
Ситуація в інших церквах, що входять до складу англіканського Причастя, подібна, тобто як до меншого вшанування пам'яті. Багато англо-католицьких парафій спостерігають свято за традиційним римо-католицьким титулом «Непорочне Зачаття Пресвятої Діви Марії».

## Східне православ'я
Хоча східні православні церкви ніколи не приймали римо-католицької догми про Непорочне Зачаття, свято святкується 9 грудня як свято Зачаття святої Анни Пресвятої Богородиці. Хоча православні вважають, що Діва Марія від її зачаття була сповнена всією благодаттю Святого Духа, з огляду на її покликання як Богородиці, вони не вчать, що вона була зачата без первородного гріха як їх розуміння та термінології вчення про первородний гріх відрізняється від римо-католицької артикуляції. Проте православні стверджують, що Марія є «всесвятою» і ніколи за життя не вчиняла особистого гріха.
Православне свято святкується не рівно дев'ять місяців до свята Різдва Пресвятої Богородиці (8 вересня), як це роблять на Заході, а на день пізніше. Це свято не входить до числа Великих свят церковного року, але є менш ранговим святом.